# اسماند (ایلینوی)
اسماند (به انگلیسی: Esmond) یک منطقهٔ مسکونی در ایالات متحده آمریکا است که در ایلینوی واقع شده‌است. اسماند ۲۵۰٫۸۵ متر بالاتر از سطح دریا واقع شده‌است.